# Dactylolabis rhicnoptiloides
Dactylolabis rhicnoptiloides là một loài ruồi trong họ Limoniidae. Chúng phân bố ở miền Tân bắc.